# Die Verlobten des Todes
Die Verlobten des Todes (Originaltitel: I fidanzati della morte) ist ein 1956 entstandener, italienisch-deutscher Spielfilm aus der Welt des Motorradrennsports. An der Seite von Rik Battaglia, Gustavo Rojo, Sylva Koscina und der soeben zur Miss Europe 1956 gekürten Deutschen Margit Nünke spielte Hans Albers als Motorradkonstrukteur eine tragende Nebenrolle. 

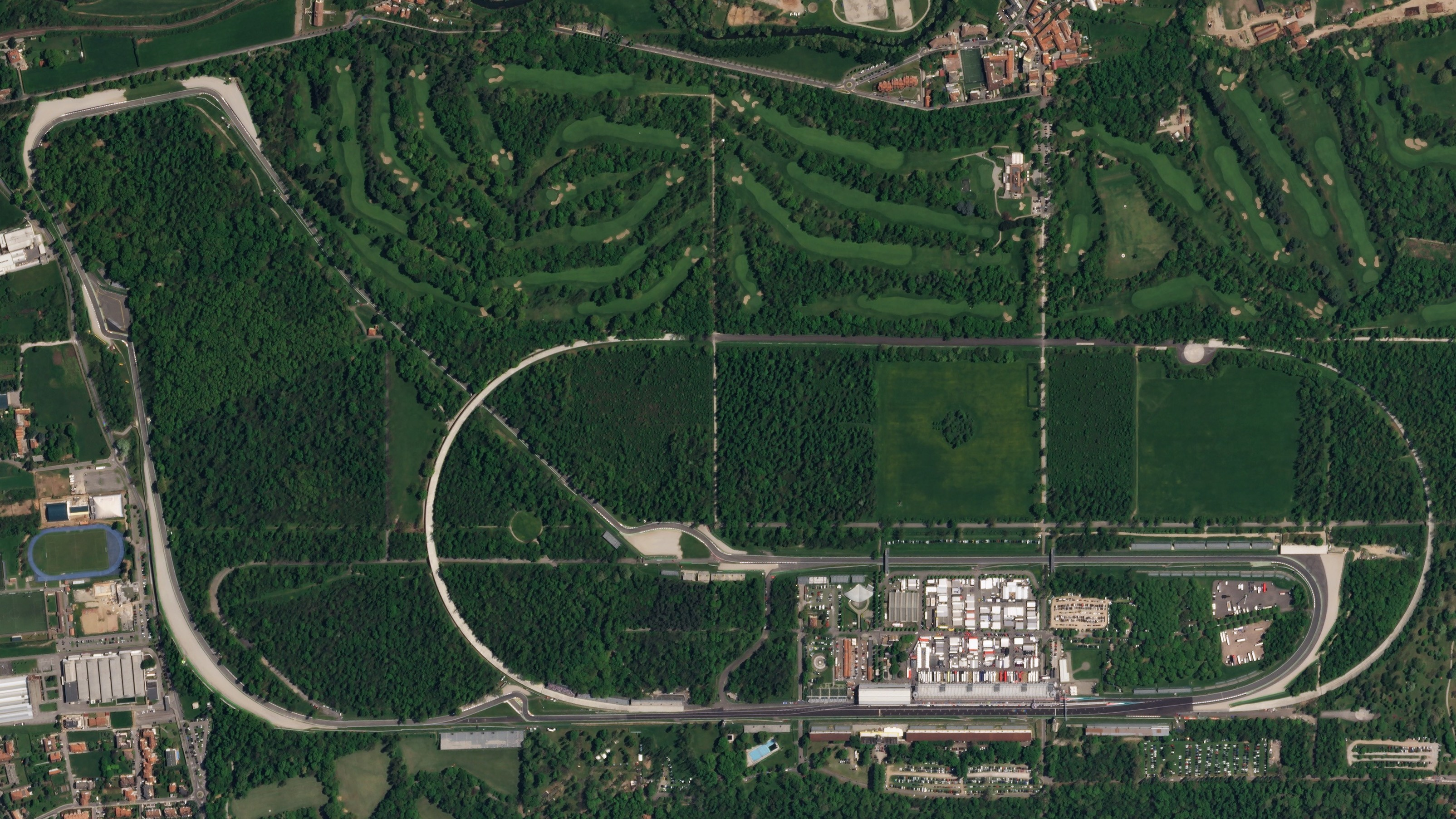
Luftaufnahme der Rennstrecke des Autodromo Nazionale Monza, wo zahlreiche Szenen des Films entstanden

## Handlung
Der erfolgreiche Motorradrennfahrer Carlo Benni, der schon mehrere Rennen gewonnen hat, trennt sich nach einem Streit mit dem technischen Direktor der Motorradfirma Zetavu, Signore Angelini, von seinem bisherigen Arbeitgeber und schließt sich daraufhin der Gesellschaft seines Schwiegervaters Lorenzo an. Dem gehört der Hersteller Fulgor, der zwar nicht sonderlich groß, aber in seinem Erscheinungsbild vielversprechend ist. Trotz seiner beruflichen Neuorientierung beginnt Carlo eine Affäre mit Lucia, der Tochter seines bisherigen Arbeitgebers. Lucia verdreht ihm derartig den Kopf, dass er beinah ihren Einflüsterungen erliegt, seiner Frau Giovanna den Rücken zuzukehren, wodurch er in einen ernsthaften Konflikt mit seinem neuen Arbeitgeber, Schwiegervater Lorenzo, geraten würde. Kurz bevor das berühmte Rennen Milano-Taranto ansteht, kommt es zum großen Krach zwischen Carlo und Lucia, woraufhin er unkonzentriert fährt und es auf der Rennstrecke kurz vor der Zieleinfahrt zu einem schrecklichen Unfall kommt. Carlo verliert nicht nur dieses prestigeträchtige Motorradrennen, er wird sogar darüber hinaus von der Rennleitung disqualifiziert.
Reuevoll kehrt Carlo zu seiner Ehefrau zurück. In Deutschland muss Benni ganz von vorn anfangen und nimmt an Aschenbahnrennen für Motorräder mit Beiwagen teil. Gattin Giovanna ist seine Co-Pilotin im angeschlossenen Seitenwagen. Dank seiner Erfolge kann Carlo nun das pfeilschnelle Motorrad mit Einspritzmotor „Freccia“, das sein Konstrukteur, Schwiegervater Lorenzo, entwickelt hatte und verpfänden musste, wieder auslösen. Damit will Benni am Rennen von Monza teilnehmen und unbedingt den Sieg heimfahren. Vor Ort trifft er auf seinen alten Rivalen und vormaligen Boss Angelini, der nicht nur Konstrukteur ist, sondern auch über viel Erfahrung als früherer Rennteilnehmer verfügt und einen eigenen, jedoch noch nicht voll ausgereiften Prototyp entwickelt hat. Zwischen den beiden Männern kommt es auf der Rennstrecke zu einem Duell auf Leben und Tod, als beide in hohem Tempo die Parabolkurve durchfahren. Carlo siegt und entscheidet sich endgültig dafür, zu seiner Frau zurückzukehren.

## Produktionsnotizen
Die Verlobten des Todes entstand an mehreren Außendrehorten und passierte die italienische Filmzensur am 31. Dezember 1956. Die Uraufführung fand in Italien am 6. Februar 1957 statt, die Deutschlandpremiere war am 26. Juli 1957.
Die Filmbauten entwarf Carlo Egidi, die Kostüme Marisa Crimi. Motorradrennspezialist Bruno Francisci, dreimaliger Sieger beim Rennen Milano–Taranto, fungierte bei diesem Film als technischer Berater. Zahlreiche Rennszenen entstanden auf der Rennstrecke von Mandello.

## Wissenswertes
Neben den professionellen Darstellern sieht man auch viel Zeitkolorit damaliger italienischer Rennstrecken, auf denen sich für diesen Film gastweise auch echte Rennfahrer-Größen jener Jahre vor der Kamera tummelten, darunter Reg Armstrong, Geoff Duke, Libero Liberati, Bill Lomas, Enrico Lorenzetti, Ken Kavanagh, Stanley Woods, Dickie Dale, Pierre Monneret, Albino Milani und Walter Zeller.
Für sechs Jahrzehnte seit seiner Premiere verschwand der Film in den Archiven. Dank eines Projekts der Rodaggio Film, die den Film in zwei italienischen Filmarchiven fand, und einer Crowdfunding-Kampagne mit Spendern aus 22 verschiedenen Ländern wurde der Film im August 2017 restauriert und in einer Box mit DVD mit englischen, französischen, spanischen, portugiesischen und deutschen Untertiteln erneut veröffentlicht. Im selben Jahr wurde eine restaurierte Fassung von Die Verlobten des Todes im Rahmen des Filmfestivals von Bologna der Öffentlichkeit erneut vorgestellt.

## Kritiken
Der Spiegel stellte 1957 fest: „In diesem Rennfahrerfilm haben die vier italienischen Drehbuchautoren das bewährte Rezept befolgt, demzufolge Liebeskonflikte stets unmittelbar vor dem Rennen ausbrechen. Hans Albers spielt in der auch sonst schablonenhaften Dreieckshandlung den Vater der liebenden, betrogenen und am Ende siegenden Matadorenfrau. Die Laufsteg-Königin Margit Nünke („Miß Germany 1956“) ward mit magerem Erfolg vielseitig eingesetzt: tanzend, leidend, artistisch und sogar chansonsingend. Sie allein vermag glockenrein den Höllenlärm der Motorrad-Rennszenen zu übertönen, der aus den Breitwand-Lautsprechern unentwegt auf den erbarmungswürdigen Zuschauer hereinbricht.“
Im Filmdienst heißt es: „Der gut, in den Rennszenen sogar hervorragend fotografierte Film will Kritik an der Kommerzialisierung des Sports üben, tut dies allerdings allzu flüchtig. Er leidet zudem an seiner verfehlten Besetzung und den Klischees des Drehbuchs.“